# Håkan Juholt

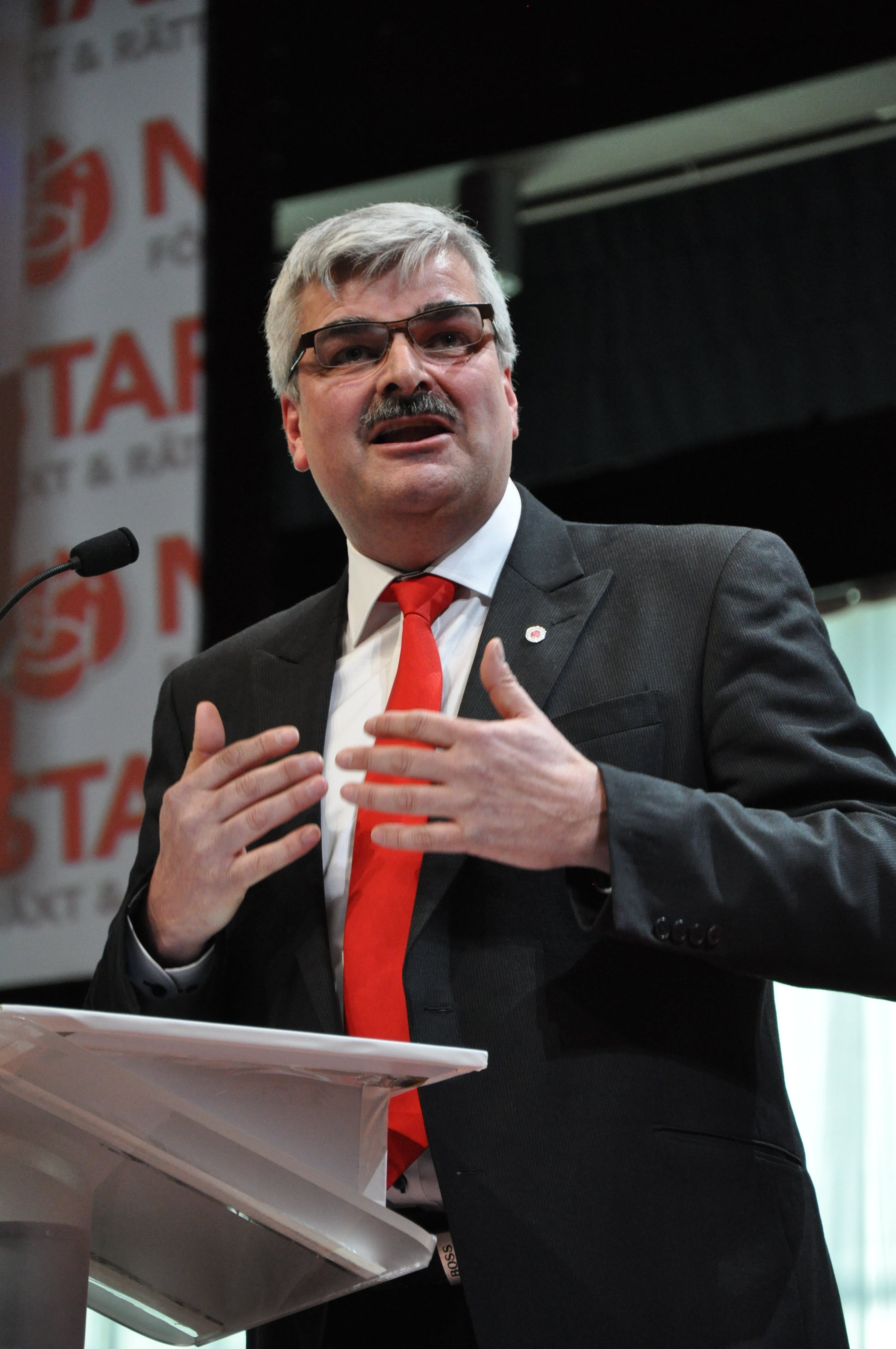
Håkan Juholt auf dem außerordentlichen Parteitag 2011

Håkan Juholt (* 16. September 1962 in Oskarshamn) ist ein schwedischer Politiker und war von März 2011 bis Januar 2012 Vorsitzender der Sozialdemokratischen Arbeiterpartei Schwedens (SAP).
Juholt trat schon als Jugendlicher in die Fußstapfen seines künstlerisch begabten wie politisch ambitionierten Vaters, der als Grafiker arbeitete und in den 1970er Jahren das Amt des Bürgermeisters von Oskarshamn bekleidete. Im Gymnasium entschied sich Juholt für das soziale Profil und wurde dank seines selbstbewussten, durchsetzungsstarken Auftretens zum Vorsitzenden des Schülerrats gewählt. Sein erstes Einkommen erzielte er als selbsterlernter Fotograf und Journalist bei der Lokalzeitung Nyheterna. Durch die frühe Mitgliedschaft bei den schwedischen Jungsozialisten eröffneten sich für Juholt viele Möglichkeiten,
sich landesweit und sogar international politisch zu engagieren. Sein Interesse galt vor allem der Befreiungsbewegung in Nicaragua und der polnischen Solidarność.
1984 nahm Juholts politischer Aufstieg seinen Anfang, als er zum Verbandschef des schwedischen sozialdemokratischen Jugendverbands gewählt wurde. Den einzig höheren Posten in der SAP-Nachwuchsorganisation hatte damals Anna Lindh inne, die bis zu ihrer Ermordung 2003 als zukünftige Parteiführerin der Sozialdemokraten gehandelt wurde. Juholt zog 1994 in den Reichstag ein, wo er sich auf verteidigungspolitische Fragen spezialisierte. Langjährig hatte er sowohl den Vorsitz des Verteidigungsausschusses, als auch der Verteidigungskommission inne. 2004 wurde er zu einem der stellvertretenden Parteisekretäre der SAP ernannt. Hinter den Parteispitzen Göran Persson – zwischen 1996 und 2006 schwedischer Ministerpräsident – und Mona Sahlin – der es nicht gelang, mit den Sozialdemokraten zu regieren – blieb Juholt ein eher blasser Politiker mit symbolträchtigen Nebenämtern: So leitete er die parteinahen Stiftungen Johan Lindgrens fredsfond, im Andenken an den bekannten schwedischen Arbeiterhistoriker, und den Tage Erlander minnesfond, im Andenken an den früheren schwedischen Ministerpräsidenten.
Erst 2010, nach der Wahlniederlage Sahlins gegen das bürgerliche Wahlbündnis um Ministerpräsident Fredrik Reinfeldt, wagte sich Juholt sprichwörtlich aus der Deckung und forderte die personelle Erneuerung der SAP. Rückhalt fand er dabei vor allem bei den Parteilinken und der Vorsitzenden der Jungsozialisten Jytte Guteland. Sahlin gab dem wachsenden Druck nach und erklärte im Herbst 2010, dass sie nicht wieder für den Parteivorsitz kandidieren möchte. Am 10. März 2011 schlug der Wahlausschuss der SAP Håkan Juholt zum neuen Parteivorsitzenden vor. Er erhielt damit den Vorzug gegenüber dem amtierenden Parteisekretär Ibrahim Baylan, der zugleich seinen Rücktritt ankündigte, und dessen langjähriger Vorgängerin Marita Ulvskog. Am 25. März wurde Juholt auf dem außerordentlichen Parteitag der SAP zum neuen Vorsitzenden gewählt. 
Am 7. Oktober 2011 berichtete die Zeitung Aftonbladet, dass Håkan Juholt durch falsche Angaben gegenüber der Reichstagsverwaltung 90 000 schwedische Kronen Wohnkosten zu viel erstattet bekommen hatte. Später erhöhte sich dieser Betrag auf 160 000 Kronen. Am 10. Oktober 2011 wurde ein Ermittlungsverfahren wegen Verdachts auf Betrug eingeleitet. Das Ermittlungsverfahren wurde später eingestellt. Die Kritik auch aus den Reihen der eigenen Partei ließ jedoch nicht nach, da sich Juholt auch kontrovers zu anderen Fragen äußerte. Am 21. Januar 2012 gab er daher seinen unmittelbaren Rücktritt vom Amt des Parteivorsitzenden bekannt.
Seit dem 27. Januar 2012 wird die Arbeiterpartei von Stefan Löfven als neuem Vorsitzenden geführt. Im August 2016 trat Juholt auch von seinem Reichstagsmandat zurück und beendete damit seine politische Karriere.
Juholt lebt gemeinsam mit seiner Lebensgefährtin Åsa und seinen beiden Söhnen aus erster Ehe in Oskarshamn und Mönsterås, wo er ein Sommerhaus besitzt.